# مايكل لويس (كاتب)
مايكل لويس (بالإنجليزية: Michael Lewis) (و. 1960  م) هو صحفي، وكاتب أمريكي، ولد في نيو أورلينز.

## التعليم
تعلم في كلية لندن للاقتصاد، وجامعة برنستون.

## جوائز
حصل على جوائز منها:
- جائزة جيرالد لوب [الإنجليزية]‏ (2009).

## وصلات خارجية
- مايكل لويس على موقع IMDb (الإنجليزية)
- مايكل لويس على موقع الموسوعة البريطانية (الإنجليزية)
- مايكل لويس على موقع مونزينجر (الألمانية)
- مايكل لويس على موقع ميوزك برينز (الإنجليزية)
- مايكل لويس على موقع إن إن دي بي (الإنجليزية)
- مايكل لويس على موقع قاعدة بيانات الفيلم (الإنجليزية)
- مايكل لويس في قاعدة بيانات الأفلام على الإنترنت